# 1905年全米選手権 (テニス)
1905年 全米選手権（1905ねんぜんべいせんしゅけん）に関する記事。

## 大会の流れ
- 1881年から1967年まで、全米選手権は各部門が個別の名称を持ち、大会会場も別々のテニスクラブで開かれた。これが他の3つのテニス4大大会と大きく異なる点である。
  - 男子シングルス　名称：全米シングルス選手権（U.S. National Singles Championship）／会場：ロードアイランド州、ニューポート・カジノ　（最初の会場、1914年まで）
  - 男子ダブルス　名称：全米ダブルス選手権（U.S. National Doubles Championship）／会場：ロードアイランド州、ニューポート・カジノ　（最初の会場に戻る。1894年-1914年まで）
  - 女子シングルス　名称：全米女子シングルス選手権（U.S. Women's National Singles Championship）／会場：ペンシルベニア州、フィラデルフィア・クリケット・クラブ　（女子部門競技はすべてこの会場、1887年-1920年まで）
  - 女子ダブルス　名称：全米女子ダブルス選手権（U.S. Women's National Doubles Championship）／会場：フィラデルフィア・クリケット・クラブ　（1889年-1920年まで）
  - 混合ダブルス　名称：全米混合ダブルス選手権（U.S. Mixed Doubles Championship）／会場：フィラデルフィア・クリケット・クラブ　（1892年-1920年まで）
- 男女シングルスでは、「チャレンジ・ラウンド」（Challenge Round, 挑戦者決定戦）と「オールカマーズ・ファイナル」（All-Comers Final）で優勝を決定した。男子シングルスでは第4回大会の1884年から実施されてきたが、女子シングルスは第2回競技の1888年から行われた。
  - 大会前年度優勝者を除く選手は「チャレンジ・ラウンド」に出場し、前年度優勝者への挑戦権を争う。前年度優勝者は、無条件で「オールカマーズ・ファイナル」に出場できる。チャレンジ・ラウンドの勝者と前年度優勝者による「オールカマーズ・ファイナル」で、当年度の選手権優勝者を決定した。
  - この年は、女子シングルスの前年度優勝者メイ・サットンが欠場した。前年度優勝者が出場しなかった場合は「オールカマーズ・ファイナル」がなくなるため、チャレンジ・ラウンドの決勝結果を優勝記録表に掲載する。
- 初期の全米選手権のように、外国人出場者が少なかった時期は、地元アメリカ人選手の国籍表示を省略する。

## 大会前年度優勝者
- 男子シングルス：ホルコム・ウォード
- 女子シングルス：メイ・サットン　［大会不参加］
- 男子ダブルス：ホルコム・ウォード＆ビールズ・ライト
- 女子ダブルス：メイ・サットン＆ミリアム・ホール
- 混合ダブルス：ウィリー・グラント＆エリザベス・ムーア

## 男子シングルス

### チャレンジラウンド
準々決勝
- クレイ・コリンズ vs. ジェッド・ジョーンズ　7-5, 5-7, 6-3, 6-1
- クラレンス・ホバート vs. リチャード・スティーブンス　2-6, 6-4, 6-2, 6-4
- ビールズ・ライト vs. ウィリアム・クローシャー　9-7, 6-2, 6-2
- ウィリアム・ラーンド vs. カール・ベア　6-2, 6-1, 6-1

準決勝
- クラレンス・ホバート vs. クレイ・コリンズ　4-6, 6-4, 7-9, 6-4, 6-4
- ビールズ・ライト vs. ウィリアム・ラーンド　4-6, 6-3, 6-2, 6-2

決勝
- ビールズ・ライト vs. クラレンス・ホバート　6-4, 6-1, 6-3

### オールカマーズ決勝
- ビールズ・ライト vs. ホルコム・ウォード　6-2, 6-1, 11-9

## 女子シングルス

### チャレンジラウンド
準々決勝
- マーガレット・ルロイ vs. クララ・チェイス　6-3, 6-8, 6-1
- エリザベス・ムーア vs. キャリー・ニーリー　4-6, 6-1, 6-2
- メアリー・コーツ vs. イブリン・ハウエル　6-2, 7-5
- ヘレン・ホーマンズ vs. C・ウェインライト夫人　不戦勝

準決勝
- エリザベス・ムーア vs. マーガレット・ルロイ　6-1, 6-3
- ヘレン・ホーマンズ vs. メアリー・コーツ　6-1, 6-0

決勝
- エリザベス・ムーア vs. ヘレン・ホーマンズ　6-4, 5-7, 6-1　（ここで優勝決定。ムーアが本大会の優勝者になる）

## 決勝戦の結果
- 男子シングルス：ビールズ・ライト vs. ホルコム・ウォード　6-2, 6-1, 11-9　［オールカマーズ決勝］
- 女子シングルス：エリザベス・ムーア vs. ヘレン・ホーマンズ　6-4, 5-7, 6-1　［チャレンジラウンド決勝］
- 男子ダブルス：ホルコム・ウォード＆ビールズ・ライト vs. フレッド・アレクサンダー＆ハロルド・ハケット　6-4, 6-4, 6-1
- 女子ダブルス：ヘレン・ホーマンズ＆キャリー・ニーリー vs. マージョリー・オーバートイファー＆バージニア・モール　6-0, 6-1
- 混合ダブルス：クラレンス・ホバート＆オーガスタ・シュルツ vs. エドワード・デューハースト＆エリザベス・ムーア　6-2, 6-4